# 林泉寺 (山県市)
林泉寺（りんせんじ）は岐阜県山県市冨永にある十一面観世音菩薩を本尊とする臨済宗妙心寺派（東海派雑華院下）の寺院で、山号は天照山。美濃新四国73番札所。なお、山県市片原にも臨済宗妙心寺派（東海派隣華院下）の林泉寺がある。
元亀元年11月19日（1501年12月17日）に祖椿首座が林泉庵として開創した。その後衰退の憂き目に遭うが慶安2年（1649年）4月松柏玄長首座により再興され、霊松院の絶嶺和尚を勧請して現在の寺号に改められた。